# MYL6B
MYL6B‏ (Myosin light chain 6B) هوَ بروتين يُشَفر بواسطة جين MYL6B في الإنسان.
الميوسين هو بروتين قليل القسيمات حركي خلوي من نوع إنزيم الأدينوسين ثلاثي الفوسفات سداسي الشكل. وهو يتألف من سلسلتين ثقيلتين، وسلسلتين خفيفتين قلويتين غير قابلتين للفسفرة، وسلسلتين خفيفتين تنظيميتين قابلتين للفسفرة. يشفر هذا الجين سلسلة خفيفة من الميوسين القلوي يتم التعبير عنها في العضلات الهيكلية البطيئة الانقباض وفي الأنسجة غير العضلية.